# Mikes Attila
Mikes Attila (1956. február 17.) magyar zenész, énekes, a 100 Folk Celsius tagja.

## Élete
Gyerekkorában hegedűn, zongorán és furulyán játszott. A budapesti Széchenyi Gimnáziumban tanult, ugyanakkor a zenélést nem hagyta abba. 1978 óta a 100 Folk Celsius tagja.
1987-ben házasodott meg, házasságából két gyermek született: Anna (1988) és Veronika (1990).

## Lemezek

### 100 Folk Celsius
Az alábbi 100 Folk Celsius lemezeken Mikes Attila is közreműködött.
- 100 Folk Celsius (1982)
- Ohio (1983)
- Paff, a bűvös sárkány (1984)
- Ferkó, Öcsi meg én (1985)
- A nagy ho-ho horgász (1986)
- Kalapos ember (1987)
- Három kívánság (1987)
- Redgrass (1987)
- Orrom krumpli, hajam kóc (1988)
- TV Maci (1989)
- 100 Folk Celsius legjobb gyermekdalai (1990)
- Miki Manó meséi (1991)
- (nem)Csak felnőtteknek (1992)
- Miki Manó és az űrmanók (1992)
- 100 Folk Celsius (1992)
- Miki Manó és a dinoszauruszok (1993)
- Paff, a bűvös sárkány és barátai (1994)
- Miki Manó kedvencei (1995)
- Tele van a (1995)
- Nyunyó, a hunyó (1997)
- Országút (1997)
- Garfield (1998)
- Miki Manó 2000 (1999)
- ... a dalok megmaradtak! (2001)
- 25 év - 25 dal gyerekeknek (2001)
- Miki Manó összes meséje (2002)
- Boldog Születésnapot! (2004)
- A nagy ho-ho-horgász (2005)
- Ohio (2005)
- Platina sorozat (2006)
- Omega country (2017)

## Forrás
- Mikes Attila honlapja